# 特鲁瓦附近莱诺
特鲁瓦附近莱诺（法語：Les-Noës-près-Troyes，法語發音：[le no pʁɛ tʁwa]）是法国奥布省的一个市镇，位于该省中部偏南，属于特鲁瓦区和特鲁瓦香槟都会城市圈公共社区，其市镇面积为0.73平方公里，2022年1月1日时人口数量为3,260人。
特鲁瓦附近莱诺是特鲁瓦香槟都会城市圈公共社区的组成部分，位于特鲁瓦市区西侧，是该市重要的近郊居民区。

## 行政
特鲁瓦附近莱诺的邮政编码为10420，INSEE市镇编码为10265。

## 地理

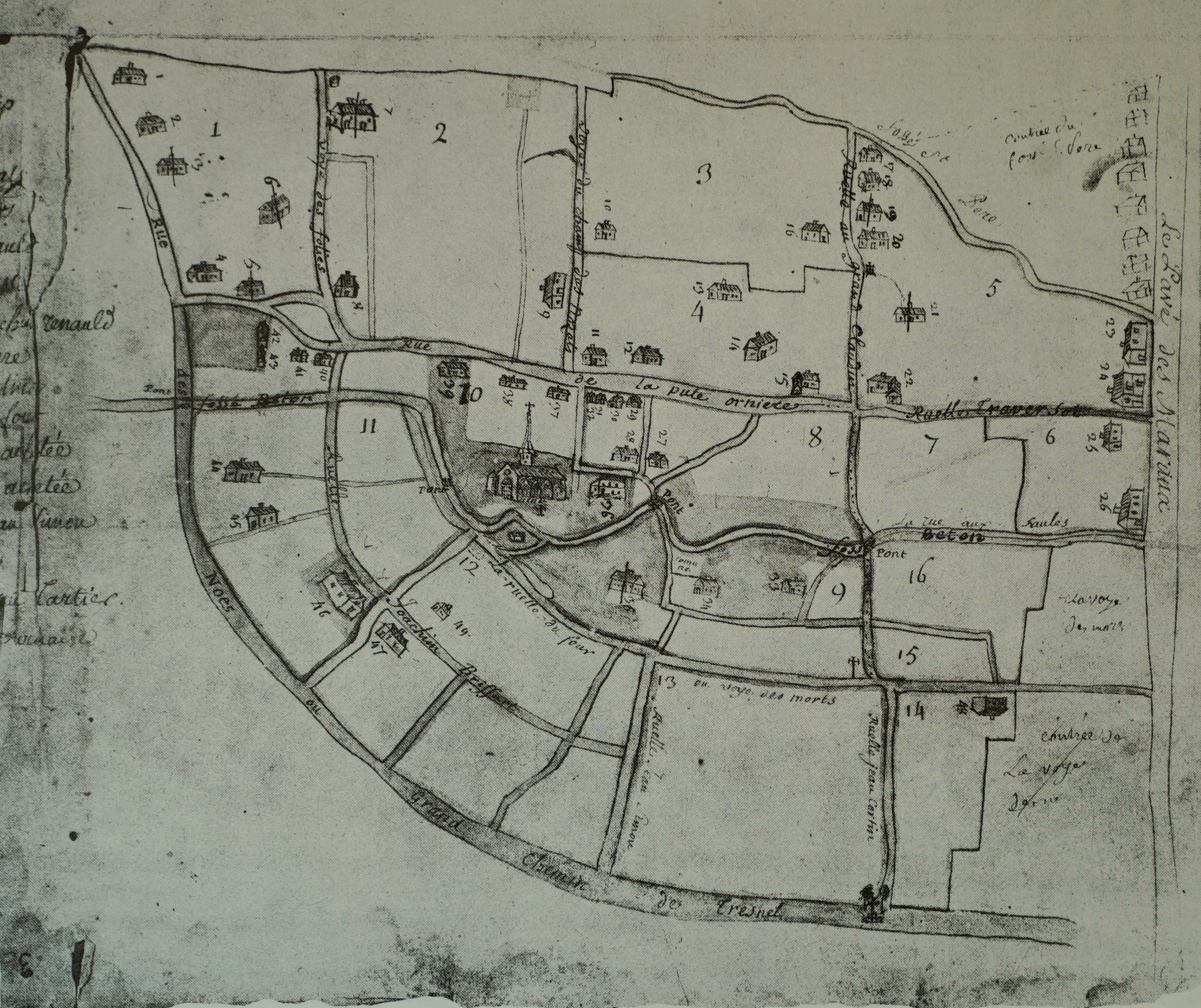
18世纪的特鲁瓦附近莱诺地图

特鲁瓦附近莱诺（48°18'9"N, 4°2'28"E）位于法国中北部偏东，大东部大区西南部和奥布省中部。
与特鲁瓦附近莱诺接壤的市镇包括：拉沙佩勒圣吕克、圣萨维娜、特鲁瓦。
特鲁瓦附近莱诺属于塞纳河流域，境内地势平坦，全境海拔在107至110米之间。
按照柯本气候分类法，特鲁瓦附近莱诺属于温带海洋性气候，全年温差较小，降水分布均匀。

## 历史
特鲁瓦附近莱诺出现于12世纪，“莱诺”在古法语中意为“肥沃而湿润的土地”（terre grasse et humide），历史上长期为一普通村落，法国大革命后成为市镇，20世纪后成为特鲁瓦附近重要的居民区。

## 交通
奥布省省道D60B线经过特鲁瓦附近莱诺境内。
特鲁瓦公交4路、6路、11路和22路经过特鲁瓦附近莱诺境内。

## 政治
现任特鲁瓦附近莱诺市长为让-皮埃尔·阿贝尔先生（Jean-Pierre Abel），他是一名右翼无党派人士。

## 人口
| 年份   | 1936 | 1946  | 1954 | 1962  | 1968  | 1975  | 1982  | 1990  | 1999  | 2005  | 2010  | 2015  | 2017  |
| ------ | ---- | ----- | ---- | ----- | ----- | ----- | ----- | ----- | ----- | ----- | ----- | ----- | ----- |
| 人口數 | 911  | 1,022 | 988  | 1,274 | 1,244 | 1,169 | 3,678 | 3,398 | 3,466 | 3,211 | 3,173 | 3,244 | 3,282 |

## 建筑
特鲁瓦附近莱诺圣母诞生教堂是法国国家文物保护单位。